# Shō Kosugi
Shō Kosugi, właśc. Shōichi Kosugi (jap. 小杉 正一 Kosugi Shōichi; ur. 17 czerwca 1948 w dzielnicy Minato w Tokio) – japoński praktyk sztuk walki i aktor filmów akcji, znany jako odtwórca licznych ról wojowników ninja.

## Życiorys
Urodził się w dzielnicy Minato w Tokio jako najmłodsze dziecko i jedyny syn tokijskiego rybaka. W wieku pięciu lat rozpoczął trening sztuk walki, w tym karate w lokalnym dojo Shindo Jinen Ryu Karate. Potem trenował także judo, kendo, iaidō, aikido i ninjutsu, a na swoje 18. urodziny osiągnął status mistrza karate w całej Japonii. 
Chcąc wejść do świata finansów międzynarodowych, Sho opuścił Japonię w wieku 19 lat, aby studiować i mieszkać w Los Angeles w USA, gdzie uzyskał tytuł licencjata w California State University na wydziale ekonomii. Jednocześnie konsekwentnie doskonalił umiejętności sztuk walki, ucząc się różnych stylów, takich jak chiński xingyiquan, koreańskie taekwondo oraz japoński shitō-ryū i karate shōtōkan. We wczesnych latach 70. brał udział w setkach turniejów i pokazów sztuk walki, w tym wygrywając Los Angeles Open w 1972, 1973 i 1974. 
Po występie jako Suzuki w koreańskim filmie akcji Bruce Lee wstaje z grobu i walczy (America bangmungaeg, 1976) i komedii sportowej The Bad News Bears Go to Japan (1978) u boku Jackiego Earle’a Haleya i Tony’ego Curtisa, popularność w show businessie zyskał w latach 80. występując w filmach: Wejście ninja (Enter the Ninja, 1981) w reżyserii Menahema Golana jako zły czarny ninja Hasegawa u boku Franca Nero, Jamesa Gainesa, Susan George i Christopherem George, Zemsta ninja (Revenge of the Ninja, 1984) w reż. Sama Firstenberga jako Cho Osaki,  Ninja 3: Dominacja (1984) jako Yamada z Jamesem Hongiem, Dziewięć śmierci ninja (1985), Prośba o śmierć (Pray for Death, 1985) jako Akira Saito, Czarny orzeł w roli przeciwnika agenta KGB (Jean-Claude Van Damme), Hawajskie wakacje (Aloha Summer, 1988) jako Yukinaga Konishi z Tią Carrere, Shogun Mayeda (1991) jako Daigoro Mayeda z Toshirō Mifune (Ieyasu Tokugawa), Johnem Rhysem-Daviesem (El Zaidan) i Christopherem Lee (Król Filip) oraz Kyokutô kuroshakai (1993) jako Larry Matsuda z Masahiko Kondō i Kōji Yakusho. 
W 2009 powrócił na ekran w głównej roli jako czarny charakter Ozunu w dreszczowcu sensacyjnym Ninja zabójca (Ninja Assassin), w którym występuje piosenkarz K-pop i aktor Rain.
W rodzimej Japonii zapoczątkował sieć szkół walki o nazwie „Sho Kosugi Institute”.

## Życie prywatne
W latach 1973–2009 był żonaty z Shook Gim Chan, z którą ma dwóch synów: Kane’a (ur. 11 października 1974) i Shane’a (ur. 25 maja 1976) oraz córkę Ayeeshę Elisę Kosugi (ur. 25 września 1983).

## Filmografia
- 1974: Ojciec chrzestny II jako przechodzień w płaszczu ze ściągniętą czapką
- 1985: Dziewięć śmierci ninja jako Spike Shinobi
- 1988: Czarny orzeł jako Ken Tani
- 1989: Ślepa furia jako zabójca
- 1994: Ninja Sentai Kakuranger jako Gali
- 2002: Król Skorpion - choreografia sztuk walk